# ال دورادو (متا)
ال دورادو (انگلیسی: El Dorado, Meta) نام یک منطقه مسکونی در کلمبیا است.